# يونوت ماتي
يونوت ماتي (بالرومانية: Ionuț Matei)‏ (2 يوليو 1984 بباكاو في رومانيا - ) هو لاعب كرة قدم روماني في مركز الوسط. لعب مع بولتيهنيكا تيميسوارا ونادي أوتيلول ريشيتا ونادي بوتوشاني ونادي بياترا نيامتس وCS Otopeni ‏ وFCM Bacău ‏ وCSU Voința Sibiu ‏.

## وصلات خارجية
- يونوت ماتي على موقع قاعدة بيانات كرة القدم.إي يو (الإنجليزية)
- يونوت ماتي على موقع Soccerway.com (الإنجليزية)